# Lemon Incest
Lemon Incest (também lançado com o nome de Charlotte For Ever) é o álbum de estréia da cantora e atriz francesa Charlotte Gainsbourg, lançado em 1986. Todas as canções foram escritas por seu pai, Serge Gainsbourg.

## Polêmica
Essa música de Serge Gainsbourg e de sua filha Charlotte causou um escândalo pois foi acusada de romantizar pedofilia e incesto. Charlotte com 13 anos canta de forma ambígua parecendo fazer referência a um relacionamento amoroso entre um adulto e uma criança. Além disso o relacionamento entre os dois cantores era o mesmo do que os protagonistas da música, o que deixou suspeitas de ser um trabalho autobiográfico. Serge Gainsbourg negou todas as acusações na mídia e Charlotte defendeu sua decisão de gravar a música, embora tenha reconhecido que era provocativa.

## Faixas
1. Charlotte For Ever - 3:56
2. Ouvertures Eclair - 4:01
3. Oh Daddy Oh - 4:19
4. Don't Forget To Forget Me - 4:43
5. Pour Ce Que Tu N'etais Pas - 3:17
6. Plus Doux Avec Moi - 5:03
7. Elastique - 3:06
8. Zero Pointe Vers L'infini - 3:51
9. Lemon Incest - 5:14